# リコーエレメックス
リコーエレメックス株式会社（英文社名：Ricoh Elemex Corporation）は、愛知県岡崎市井田町に本社を置き精密機器などの製造を行っているリコー三愛グループの企業である。株式会社リコーの100％子会社。

## 主力製品・事業
- 複写機・情報機器
  - 複写機周辺機器 - ドキュメントフィーダーやフィニッシャーなど。大半をリコーに納入。
- LPガス関連機器
  - プロパンガス用警報機「リコピット」
- 精密機器・部品
  - 砲弾用信管
  - 自動車部品等の金属精密部品
- 腕時計
  - 腕時計 - 高野精密工業時代にはタカノ銘で薄型腕時計を製造していた。2021年頃に撤退[注釈 1]。
- 健康機器
  - 頭皮洗浄器、口腔洗浄器

## 腕時計
腕時計事業は、名古屋市で1899年に設立された掛時計製造会社「高野時計製造所」と1913年に設立された置時計製造会社「高野金属品製作所」が、1921年に合併して誕生した「高野時計金属品製作所」を起源とする。戦前から日本軍向けの砲弾用信管を手掛けていたが、朝鮮戦争勃発後の1951年以降、アメリカ軍向けの砲弾用信管特需で経営不振から再建、米軍特需終了後の1956年に、新たな生産品目として腕時計生産を企画した。
高野精密の腕時計生産は1957年初頭から具体化した。紳士用時計については当初、西ドイツのラコー時計のムーヴメントのみを輸入してこれにケースを組むことでスタートし、徐々に自製化した。また紳士用腕時計よりも小型なため技術的な難易度が高い婦人用腕時計については、1957年10月にアメリカ合衆国の高級時計メーカー・ハミルトン時計と正規の技術提携を結び、同社の設計や技術の供与を受けるなど、先行する国産大手のセイコー、シチズンを急速に追撃するための速成戦略が採られた。最初にリリースされた腕時計は1957年9月10日、ラコーのムーヴメントを採用して製作された「TAKANO （タカノ）」ブランドの「200シリーズ」である。
婦人用時計はハミルトンの設計・技術を踏襲したものの、紳士用時計はラコーのムーブメント搭載からオリジナルな設計へのシフトを進め、2年後の1959年10月には世界一薄型の手巻き時計「タカノ シャトー」をリリースした。だがその直前の1959年9月、伊勢湾台風が東海地方を襲い、名古屋のタカノ本社と生産拠点の笠寺工場は共に甚大な被災状況となった。台風被害からの再建に多額の費用を要しただけでなく、腕時計業界進出後の営業拡販能力も不十分で在庫過多となり、1961年頃には経営悪化が顕著となった。
1962年7月26日に経営母体の変更により「タカノ」ブランドは消滅することになり、その製品と製造技術は「リコー」ブランドに継承された。
「リコー」ブランドでは、当初は「タカノ」のデザインを踏襲した製品を送り出していた。しかし、セイコーに次ぎ、日本で二番目にクォーツ時計の量産に成功し、クォーツ時計のシリーズ「リクォーツ」がヒットしたことで、以降は斬新なデザインのクォーツ腕時計が製品ラインナップの中心となっていった。
2014年時点では、2008年から展開する主力の「SHREWD（シュルード）」のほか、フォーマル用「シャルベール」 、女性用「モンペリエエミット」、バリュー「アトランタ」などのシリーズがあった。
腕時計事業は2021年頃に撤退した。

### 腕時計関係の年譜
- 1931年（昭和6年）- 高野時計金属品製作所設立。
- 1938年（昭和13年）4月23日 - 高野時計金属品製作所の機能分社である高野精密工業を設立。
- 1957年（昭和32年） 
  - 7月 - アメリカ合衆国のハミルトン時計と技術提携。
  - 9月 -「タカノ」ブランド初の腕時計「200シリーズ」発売。
- 1959年（昭和34年）10月[要検証 – ノート] - 世界一薄型の手巻き時計「シャトー」を発売。
- 1962年（昭和37年）
  - 7月 - リコーの傘下に入り、「リコー」ブランドでの展開を開始。
  - 9月 - ハミルトン時計との合弁会社「ハミルトンリコー時計」を設立。
- 1971年（昭和46年）12月 - クォーツ腕時計「リクォーツ」発売。
- 1972年（昭和47年）7月 - 韓国に韓国リコー精密工業を設立。
- 1973年（昭和48年）5月 - 青森にリコー時計精密株式会社を設立。
- 1975年（昭和50年）11月 - フィリピンにリコーウオッチフィリピンを設立。
- 1978年（昭和53年）12月 - 西ドイツにリコーウオッチヨーロッパを設立。
- 1979年（昭和54年）
  - 6月 - 香港にリコータイム香港設立。
  - 7月 - アメリカにリコータイムオブアメリカ設立。
- 1998年（平成10年） - 創立60周年を記念して、1960年発売の腕時計「タカノ・シャトー」の復刻版（手巻き機械式ムーブメント搭載）を1960個限定で発売[3][4]。
- 2000年（平成12年）
  - 10月 - 腕時計「TERRA」がグッドデザイン賞受賞。
- 2018年（平成30年）
  - 4月 - 「タカノ・シャトー」をデザインモチーフとした創立80周年記念限定モデル（MIYOTA製自動巻き機械式ムーブメント搭載[5]）を300個限定で発売[6][7]。
- 2021年（令和3年） - 腕時計事業を撤退[注釈 1]。

## ゲームソフト
かつて、リコーがファミリーコンピュータ用半導体を製造していた関係で、ゲームソフトの販売が企画された。
- 新人類（1987年2月10日、ファミリーコンピュータ）
  - プロレスラーの長州力とコラボレートした縦スクロール型シューティングゲーム[8]。当初はフィールド型アクションゲームとして開発され、メディアにも画面写真が紹介されていた[8]。開発はハドソン、販売はリコーエレメックス（表記はRIX SOFT）。
  - 海外NES版は1989年に「ADVENTURES OF DinoRiki」としてキャラクターをオリジナルに差し替えて発売された。ハドソンより発売。

## 主要事業所
- 本社・岡崎事業所 - 〒444-8586　愛知県岡崎市井田町3-69
- 東京事務所 - 〒141-8637　東京都品川区西五反田2-12-19（五反田NNビル）
- 恵那事業所 - 〒509-7205　岐阜県恵那市長島町中野1218-2

## 沿革
- 1938年（昭和13年）4月 - 高野精密工業株式会社を設立。
- 1954年（昭和29年）6月 - 名古屋証券取引所2部に株式を上場。
- 1959年（昭和34年）- 伊勢湾台風で本社、工場が壊滅的被害を受ける。その後、リコーの支援を受け再建を図る。
- 1961年（昭和36年）10月 - 東京証券取引所2部に株式を上場。
- 1962年（昭和37年）8月 - リコー時計株式会社に商号変更。
- 1986年（昭和61年）4月 - 現社名に変更。
- 2005年（平成17年）10月 - システム事業をリコーへ移管。子会社のリコー教育システムの全株式を、全研本社株式会社へ譲渡。
- 2008年（平成20年）
  - 7月28日 - 上場廃止。
  - 8月1日 - リコーの完全子会社となる。
  - 11月 - 水道メーターの生産から撤退。
- 2011年（平成23年）8月1日 - LPガス機器販売事業を愛知時計電機株式会社と統合。合弁会社「アイレックス」を設立[9]。
- 2013年（平成25年）
  - 1月7日 - 本社を岡崎事業所（愛知県岡崎市）に移転。
  - 4月1日 - 情報機器事業の設計機能をリコーテクノロジーズに移管。
- 2015年（平成27年）10月 - アイレックスを愛知時計電機が吸収合併[10]。

## 主要関係会社

### 国内グループ企業
- リコーエレメックス エーティー株式会社

### 海外グループ企業
- 香港理光越嶺美 有限公司